# Microrregión de Santo Ângelo
La microrregión de Santo Ângelo es una de las microrregiones del estado brasileño del Rio Grande do Sul perteneciente a la mesorregión Noroeste Rio-Grandense. Su población fue estimada en 2008 por el IBGE en 201.798 habitantes y está dividida en dieciséis municipios. Posee un área total de 10.750,721 km².

## Municipios
- Bossoroca
- Catuípe
- Dezesseis de Novembro
- Entre-Ijuís
- Eugênio de Castro
- Giruá
- Pirapó
- Rolador
- Santo Ângelo
- Santo Antônio das Missões
- São Luiz Gonzaga
- São Miguel das Missões
- São Nicolau
- Senador Salgado Filho
- Ubiretama
- Vitória das Missões

- Datos: Q586517